# 2482 Перкін
2482 Перкін (2482 Perkin) — астероїд головного поясу, відкритий 13 лютого 1980 року.
Тіссеранів параметр щодо Юпітера — 3,272.